# Timothy L. Tyler

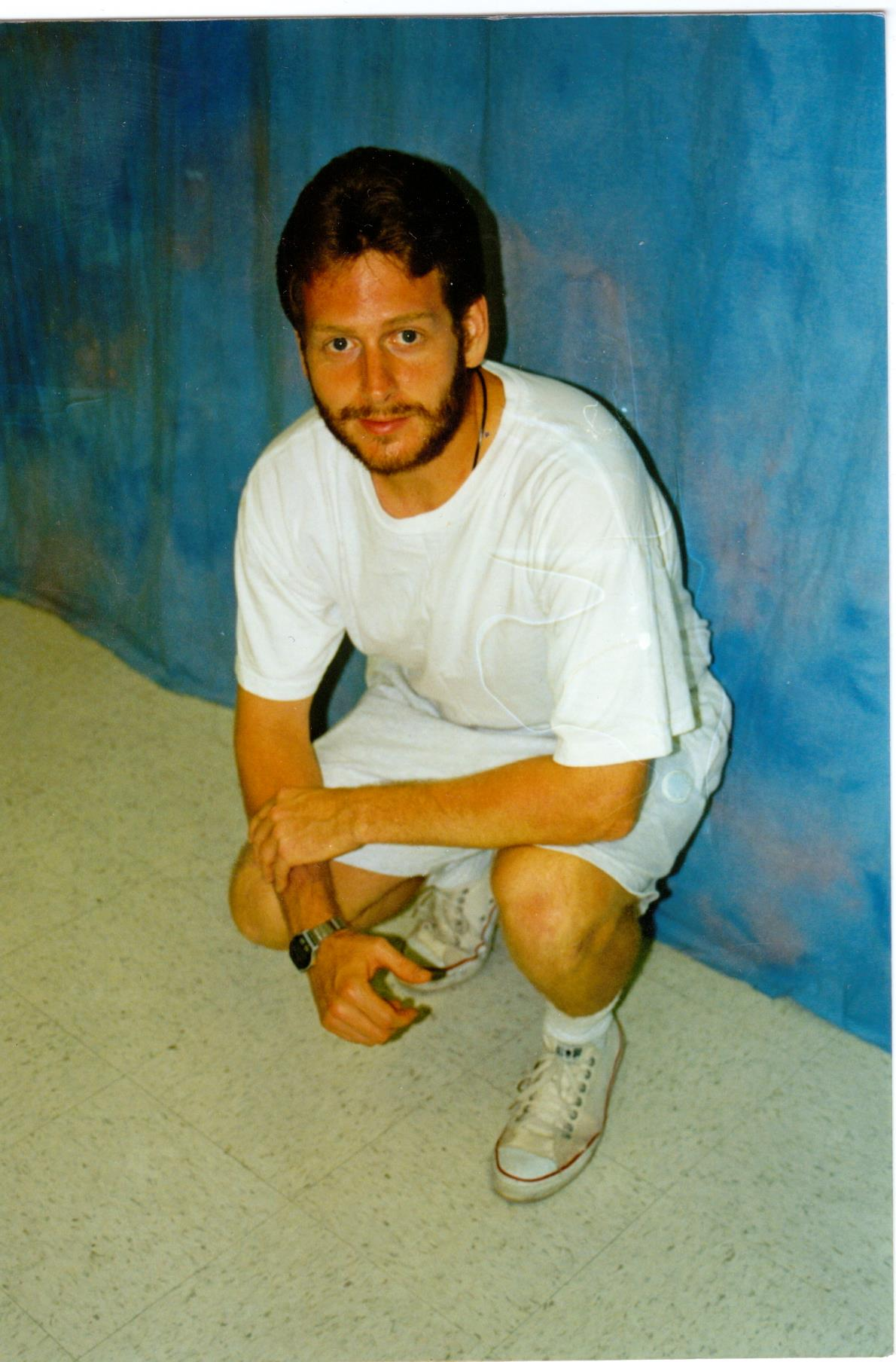
Timothy Leonard Tyler im Jahr 2013.

Timothy Leonard Tyler (geb. 1968) ist ein US-amerikanischer Staatsbürger, der wegen des Besitzes und des Vertriebs von LSD aufgrund zwei früherer Drogenverurteilungen (für die er keine Haftstrafe verbüßte) im Jahr 1992 nach dem bundesstaatlichen Three-Strikes-Gesetz zu lebenslanger Haft verurteilt wurde. Nach 24 Jahren und 27 Tagen Haft wurde Tyler von Präsident Barack Obama begnadigt und am 30. August 2018 entlassen.

## Hintergrund
Tyler wuchs in Connecticut und Florida auf, wo er die Lakewood Senior High School besuchte und 1986 seinen Abschluss machte. Seine Eltern waren geschieden und er wurde von seinem Stiefvater körperlich und emotional missbraucht. Als Kind litt er unter depressiven Episoden, die zu mindestens sechs Notfalleinweisungen in eine psychiatrische Klinik führten.
Nach seinem Schulabschluss tourte er durch das Land und besuchte Grateful-Dead-Konzerte. Er konsumierte und verkaufte auch Marihuana und LSD. Zunächst wurde er in Panama City, Florida wegen LSD-Besitzes verhaftet und auf eigene Kaution freigelassen. Eine zweite Verhaftung führte zu einer dreijährigen Bewährungsstrafe. Tyler nahm die Tournee mit Grateful Dead wieder auf und schickte LSD an einen Freund, der wegen Marihuanabesitzes verhaftet worden war und der zu einem vertraulichen Informanten für die Drug Enforcement Administration (DEA) wurde. Während eines zweimonatigen Zeitraums bat dieser Informant, der mit der DEA zusammenarbeitet, Tyler, ihm fünfmal LSD zu schicken, was Tyler auch tat. Tyler schickte das Paket an die Adresse seines Vaters, der dadurch in das Verbrechen verwickelt wurde.

## Verurteilung
Tyler wurde der Verkauf von LSD vorgeworfen. Gefunden wurden 13 Blätter mit Blottern, die zusammen mehrere Gramm der Droge enthielten. Laut dem von seinem Bewährungshelfer verfassten Memo habe er dabei etwa 3.000 Dollar eingenommen. Tyler bekannte sich des Drogenhandels schuldig.
1992 wurde er im Alter von 24 Jahren aufgrund seiner beiden früheren Drogenverurteilungen (für die er keine Haftstrafe verbüßte) nach dem bundesstaatlichen Three-Strikes-Gesetz zu lebenslänglich ohne Bewährung verurteilt. Nach den Bestimmungen des Gesetzes konnte der Richter Tylers Drogenabhängigkeit, sein nicht gewalttätiges Verhalten, seine psychische Gesundheit oder seine Jugend bei der Festsetzung seiner Strafe nicht berücksichtigen.
Da die LSD-Pakete an Tylers Vater geschickt wurden, wurde auch er verurteilt. Er erhielt eine zehnjährige Haftstrafe und starb im Gefängnis. Sein Freund, der als vertraulicher Informant arbeitete, saß zehn Jahre ab.

## Leben im Gefängnis
Nach seiner Verurteilung wurde Tyler im United States Penitentiary, Canaan in Pennsylvania inhaftiert. Ab 2016 war er in der Federal Correctional Institution, Jesup, einem Bundesgefängnis mit mittlerer Sicherheitsstufe, inhaftiert.
Im Jahr 2013 hob Senator Rand Paul Tylers Fall hervor und schrieb, dass er „für den Verkauf von Drogen hätte bestraft werden müssen, aber er sollte nicht den Rest seines Lebens im Gefängnis verbringen müssen. Heute ist Timothy 45 und wird wahrscheinlich den Rest seines Lebens hinter Gittern verbringen, nicht weil ein Richter dies für eine angemessene Strafe hielt, sondern weil ein willkürliches Bundesgesetz dies verlangte.“
Mehr als 400.000 Menschen unterzeichneten eine Petition auf Change.org, in der Präsident Barack Obama aufgefordert wird, Tyler Begnadigung zu gewähren. Im August 2016 wurde er begnadigt und anschließend am 30. August 2018 freigelassen.